# Siegfried Wagner
Pour les articles homonymes, voir famille Wagner et Wagner.
Siegfried Wagner, né à Tribschen (Suisse) le 6 juin 1869 et mort à Bayreuth le 4 août 1930, est un compositeur et chef d'orchestre allemand, fils de Richard Wagner et petit-fils de Franz Liszt. Il était également le filleul de Louis II, roi de Bavière, qui assista à sa naissance.

## Biographie
Troisième enfant de Richard Wagner et Cosima von Bülow (fille de Franz Liszt et de Marie d'Agoult), il doit son nom à l'opéra Siegfried, auquel travaille son père au moment de sa naissance. Cette période de bonheur pour le couple Wagner inspire à Richard la pièce pour petit orchestre Siegfried-Idyll (1870), qui repose sur des motifs issus de l'opéra et dédiée à Cosima. Le titre originel, Tribschener Idyll mit Fidi-Vogelgesang und Orange-Sonnenaufgang (Idylle de Tribschen avec chant d'oiseau de Fidi et lever de soleil orange), fait référence au surnom de Siegfried, Fidi.
Lui-même compositeur d'opéras, Siegfried Wagner vit longtemps dans l'ombre de son père. Après la mort de celui-ci en 1883 – il a quatorze ans –, il songe à devenir architecte, mais se tourne vers la musique et étudie la composition avec un disciple de son père, Engelbert Humperdinck.
Il était homosexuel, eut de nombreuses relations masculines, et engagea à Bayreuth de grands artistes qui partageaient la même orientation sexuelle, comme Max Lorenz et Herbert Janssen. Il eut pour ami le Prince Philipp zu Eulenburg (ami intime de l'empereur Guillaume II), qui soutint activement le Festival de Bayreuth. On comprend qu'il n'ait pas tenu à se marier. Pourtant, en 1914 – il a quarante-cinq ans – une rencontre est arrangée avec Winifred Williams Klindworth, jeune orpheline anglaise âgée de dix-sept ans adoptée par des amis. Leur mariage a lieu le 22 septembre 1915. Le couple aura quatre enfants :
- en 1917, Wieland ;
- en 1918, Friedelind ;
- en 1919, Wolfgang ;
- en 1920, Verena.

La thèse selon laquelle Siegfried aurait également eu avec la fille d'un pasteur un enfant adultérin a été réfutée par les recherches de Brigitte Hamann. Walter Aign fut quoi qu'il en soit employé comme répétiteur au Palais des festivals du vivant de Siegfried avant que Winifred le fasse renvoyer à sa mort.

## Direction du Festival de Bayreuth
En 1908, sa mère Cosima lui délègue – en titre seulement – la direction du Festival de Bayreuth. Après la Première Guerre mondiale, la très mauvaise situation financière du Festival le pousse à entamer des tournées de concert pour récolter des fonds.
À partir de 1924, il s'attache à la modernisation des représentations du Festival, que Cosima tend à figer dans un conservatisme buté, et engage le décorateur Kurt Söhnlein.
Il ne prend véritablement la direction du Festival qu'à la mort de sa mère en 1930. L'un de ses projets les plus importants est la nouvelle production de Tannhäuser, pour laquelle il engage Arturo Toscanini. Les difficultés du maestro à communiquer avec l'orchestre dans son allemand à couper au couteau, son intransigeance artistique, ainsi que la chaleur de cet été caniculaire, épuisent Siegfried qui fait un infarctus pendant une répétition, et meurt le 4 août 1930, sans avoir pu moderniser le Festival en profondeur comme il l'avait projeté.
La direction passe à sa femme Winifred.

## Opéras
Siegfried Wagner a surtout écrit des opéras pour enfants, inspirés par des contes de fées, et nettement plus modestes, simples et courts que ceux de son père :
- 1898 : Der Bärenhäuter (L'Écorcheur d'ours)
- 1900 : Herzog Wildfang
- 1903 : Der Kobold
- 1904 : Bruder Lustig
- 1906 : Sternengebot
- 1909 : Banadietrich
- 1910 : Schwarzschwanenreich
- 1912 : Sonnenflammen
- 1913 : Der Heidenkönig
- 1914 : Der Friedensengel
- 1915 : An allem ist Hütchen schuld!
- 1917 : Das Liebesopfer
- 1920 : Der Schmied von Marienburg
- 1922 : Rainulf und Adelasia
- 1927 : Die heilige Linde
- 1928 : Wahnopfer (inachevé)
- 1928 : Walamund (inachevé)
- 1929 : Wernhart
- 1929 : Das Flüchlein, das Jeder mitbekam

Aucun n'est entré dans le répertoire standard des maisons d'opéra. Son œuvre la plus connue est la première, Der Bärenhäuter. À l'instar de son père, il écrivait lui-même les livrets qu'il mettait en musique.

## Autres œuvres
- 1895 : Sehnsucht, poème symphonique
- 1922 : Scherzo "Und wenn die Welt voll Teufel wär"
- 1923 : Glück, poème symphonique
- Concerto pour violon avec accompagnement d'orchestre
- Concertino pour flûte et petit orchestre
- Das Märchen vom dicken fetten Pfannekuchen
- 1913 : Symphonie en ut majeur (avec deux versions pour le second mouvement)
- Ekloge, d'après les Années de pèlerinage no 7 de F. Liszt

## Discographie sélective
- Complete orchestral work, Philharmonisches Staatsorchester Hamburg, Staatsphilharmonie Rheinland-Pfalz, direction Werner Andreas Albert - Enregistrements réalisés entre 1993 et 1997, édités par CPO.

## Note
- En 1914, il fut un des signataires du Manifeste des 93